# Lijst van burgemeesters van Leek
Dit is een lijst van burgemeesters van de voormalige Nederlandse gemeente Leek in de provincie Groningen.
| Ambtsperiode               | Naam burgemeester                                 | Partij of stroming | Bijzonderheden                                                                                                   |
| -------------------------- | ------------------------------------------------- | ------------------ | --- |
| 1810 - 1824                | mr. Lucas Jan Wichers                             |                    | (in 1811 ook Herman ten Kate genoemd als maire)                                                                  |
| 1824 - 1829                | Johannes Henricus Leuringh                        |                    | |
| 1829 - 1843                | mr. Herman Pieter Wichers                         |                    | vanaf 1831 tevens burgemeester van Marum                                                                         |
| 1843 - 1845                | mr. Ferdinand Folef baron von Inn- und Kniphausen |                    | tevens burgemeester van Marum                                                                                    |
| 1845 - 1859                | Abraham Santee Leuringh J.Hzn.                    |                    | |
| 1859 - 1865                | mr. Johannes Leuringh Azn.                        |                    | werd gedeputeerde van de provincie Groningen                                                                     |
| 1865 - 1883                | dr. Jacob Willem Fockens                          |                    | was burgemeester van Ezinge                                                                                      |
| 1883 - 1896                | Constantinus Zacharias Tadema                     |                    | werd burgemeester van Culemborg                                                                                  |
| 1896 - 1907                | jhr. Hobbe van Panhuys                            |                    | samen met zijn vader, stiefmoeder, echtgenote en huisknecht omgekomen bij ongeval in Hoogkerk op 6 november 1907 |
| 1908 - 1931                | Renne Lammert Dijkhuis                            |                    | |
| 1931 - 1947                | Gerhard van Barneveld                             |                    | was burgemeester van Hoogkerk van 1917 tot 1931                                                                  |
| 1947 - 1962                | mr. Willem Johannes Philippus van Waning          |                    | was burgemeester van Soekaboemi van 1939 tot 1942                                                                |
| 1 dec. 1962 - 1984         | mr. Theunis Pieter (Theun) Zwart                  | PvdA               | was burgemeester van Wedde van 1952 tot 1962                                                                     |
| 1 juni 1984 - 1 sept. 2005 | Sijbrigje (Siepie) de Jong                        | PvdA               | |
| 1 sept. 2005 - 1 dec. 2005 | Sijbrigje (Siepie) de Jong                        | PvdA               | waarnemend burgemeester                                                                                          |
| 1 dec. 2005 -31 dec. 2018  | Berend Cornelis Hoekstra                          | VVD                | was wethouder van Haren van 1999 tot 2005                                                                        |